# Ульванэй
Ульванэй — потухший вулкан на западном склоне Срединного хребта, в верховьях реки Вотектан (приток реки Мутной) на полуострове Камчатка, Россия.
Форма вулкана представляет собой пологий щит с сильно смещенной к востоку вершиной. В географическом плане вулканическое сооружение имеет несколько вытянутую в широтном направлении форму, площадь — 20 км², объем изверженного материала 3 км³. Абсолютная высота — 1445 м (1954 м на современных картах), относительная: западных склонов — 600 м, восточных — 200 м.
Вершина вулкана сильно разрушена, кратер не сохранился. Деятельность вулкана относится к верхнечетвертичному периоду. Вулкан входит в группу северного вулканического района, срединного вулканического пояса.